# چو سونگ-دال
چو سونگ-دال (انگلیسی: Cho Sung-dal؛ زادهٔ ۸ دسامبر ۱۹۳۵) بازیکن فوتبال اهل کره جنوبی بود.
وی همچنین در تیم ملی فوتبال کره جنوبی بازی کرده‌است.